# Емануеле Наспети
Емануеле Наспети (на италиански: Emanuele Naspetti е бивш пилот от Формула 1. Роден на 24 февруари 1968 г. в Анкона, Италия.

## Формула 1
Емануеле Наспети прави своя дебют във Формула 1 в Голямата награда на Белгия през 1992 г. В световния шампионат записва 6 състезания като не успява да спечели точки, състезава се за отбора на Марч и Джордан.